# Terremotos de Ecuador de 1868
Los terremotos de Ecuador de 1868 se produjeron el 15 de agosto de 1868 a las 19:30 UTC y el 16 de agosto de 1868 a las 06:30 UTC. Tuvieron una magnitud estimada de 6,3 y 7,7 MW. Causaron un total estimado de 5.000 hasta 20.000 víctimas (solo en el territorio ecuatoriano) y severos daños en la parte noreste de Ecuador y en el suroeste de Colombia. El terremoto del 15 de agosto se produjo cerca de El Ángel, provincia de Carchi, cerca de la frontera con Colombia, mientras que el del 16 de agosto se produjo cerca de Ibarra en la provincia de Imbabura. Los informes de estos terremotos se confunden a menudo con los efectos del terremoto del 13 de agosto en Arica.

## Contexto tectónico
Los procesos tectónicos de Ecuador son dominados por los efectos de la subducción de la placa de Nazca bajo la placa Sudamericana. El alto grado de acoplamiento en el borde de las placas donde la dorsal de Carnegie está siendo subducida bajo el norte de Ecuador produce una deformación intraplaca inusualmente intensa. Las fallas conocidas que se encuentran dentro de la zona de los epicentros incluyen las fallas de San Isidro, El Ángel, Río Ambi y Otavalo, todas con una tendencia SSO-NNE y todas consideradas fallas de desgarre dextrales, a veces con movimiento inverso. Se piensa que todas estas fallas experimentaron movimiento en los últimos 1,6 millones de años.

## Víctimas y daños

### 15 de agosto
Las localidades de El Ángel y La Concepción fueron severamente sacudidas por el primer terremoto y se describió El Ángel como siendo "en ruinas".

### 16 de agosto
El segundo terremoto dejó la ciudad de Ibarra completamente devastada; todos los edificios fueron destruidos y sólo quedaron en pie unas pocas paredes. 
En la ciudad de Otavalo todas la casas fueron destruidas y murieron 6000 personas. En la provincia de Imbabura se estimó el número de víctimas mortales en 15.000-20.000 personas.

## Características
Hubo un sismo premonitor la tarde anterior (posiblemente el evento sísmico del 15 de agosto), mientras que el sismo principal se produjo a las 01:30 hora local en la madrugada del 16 de agosto. El temblor del 16 de agosto duró un minuto.
El sismo del 16 de agosto tenía una magnitud de 7,7 Mw, una profundidad de 20 km y una intensidad de X MMI.

## Secuelas
Los esfuerzos de auxilio y rescate fueron coordinados y organizados por Gabriel García Moreno, quien había sido designado por el gobierno federal.
En Ibarra, que había sido totalmente destruido por el terremoto de 1868, se celebra la «fiesta del retorno» el 28 de abril de cada año para conmemorar el regreso de los habitantes sobrevivientes en el año 1872, tras una ausencia de cuatro años.